# Liberté Dembaya
Liberté Dembaya est une commune rurale malienne, située dans le pays de la Guïdimaxa, de l'arrondissement central de Kayes, dans le cercle de Kayes et la région de Kayes. Elle a pour chef-lieu la localité de Diala Banlieue.

## Géographie
La commune d'étend sur la rive gauche du fleuve Sénégal au sud et à l'ouest de la ville de Kayes.
| Bangassi      | Bangassi, Kayes | Khouloum     |
| Samé Diomgoma | Liberté Dembaya | Hawa Dembaya |
| Sadiola       | Sadiola         |              |

## Histoire
La commune rurale de Liberté Dembaya est créée en 1996.

## Population
Les principales éthnies de la commune sont les Soninké (Marka), Peuhl, Bambara, Malinké, Bozo et Khassonké.

## Villages
La commune s'étend sur 16 localités relevées lors du recensement général de 2009. 
Les villages les plus peuplés sont :
- Kamankolle (2 543 habitants) ;
- Goundiourou Dougouba (2 327 habitants) ;
- Diala Banlieue (2 044 habitants).

En 2023, la loi 2023-007 attribue à la commune 19 villages, fractions ou quartiers  :
- Alahina
- Banakabougou
- Banzana
- Bongourou
- Diala Banlieue
- Gaima
- Goundiourou
- Kamankollé
- Kéniékollé
- Kobada-Médine
- Kobada-Banlieue
- Konimbabougou
- Papara
- Koumbamadiya
- Salabougou
- Sébétou
- Bougoula
- Niaka-Niaka Wereda
- Diawoïla

## Politique
Le conseil communal est composé de 17 conseillers en 2016. Depuis 1999, Souleymane Diallo est élu pour 4 mandats consécutifs comme maire de la commune rurale.
| Année | Maire élu         | Parti politique |
| ----- | ----------------- | --------------- |
| 1999  | Souleymane Diallo |                 |
| 2004  | Souleymane Diallo |                 |
| 2009  | Souleymane Diallo | Adéma-Pasj      |
| 2016  | Souleymane Diallo | Adéma-Pasj      |

## Enseignement
En 2017, la commune dispose de 14 écoles et a pu développer le second cycle.